# James Guy
James George Guy MBE (* 26. November 1995 in Bury, Greater Manchester) ist ein britischer Schwimmer, der auf die Strecken 200 und 400 m Freistil spezialisiert ist und daneben auch im Schmetterlingsschwimmen antritt.

## Werdegang
James Guy trainierte anfangs an der renommierten Millfield School in Somerset bei Jol Finck und Euan Dale. Ab 2016 schwamm Guy sieben Jahre in Bath, wo er zunächst von Finck und dann von Dave McNulty gecoacht wurde. Dann kehrte Guy zur Schwimmgruppe in Millfield zurück. 2024 trainierte er bei Ryan Livingstone.

### Jugend, erste Weltmeistertitel 2015 und erste olympische Medaillen 2016
James Guy debütierte 2012 bei den Junioreneuropameisterschaften in Antwerpen, wo er Bronze über 400 Meter Freistil gewann. Ein Jahr später nahm er erstmals an britischen Seniorenmeisterschaften teil und gewann über 200 und 400 Meter Freistil ebenfalls Bronze. Nach zwei Goldmedaillen bei den Junioreneuropameisterschaften 2013 in Posen trat er im Alter von 17 Jahren bei den Weltmeisterschaften 2013 in Barcelona an, wo er über 400 Meter Freistil Fünfter wurde und mit der 4-mal-200-Meter-Freistilstaffel Achter. Außerdem gewann er bei den Juniorenweltmeisterschaften 2013 in Dubai drei Medaillen, darunter Gold mit der 4-mal-200-Meter-Freistilstaffel.
2014 wurde Guy dreifacher britischer Meister über 200 und 400 Meter Freistil sowie 100 Meter Schmetterling. Anschließend gewann er bei den Commonwealth Games in Glasgow seine erste internationale Medaille im Seniorenbereich mit Bronze über 400 Meter Freistil hinter dem Kanadier Ryan Cochrane und dem Australier David McKeon. Außerdem schwamm er im Vorlauf für die englische 4-mal-100-Meter-Lagenstaffel, die im Finale Gold gewann. Ende des Jahres gewann er bei den Kurzbahnweltmeisterschaften in Doha Silber über 400 Meter Freistil hinter dem Ungarn Péter Bernek und er wurde über 200 Meter Freistil Zehnter. Bei den Weltmeisterschaften 2015 in Kasan gewann James Guy zunächst Silber über 400 Meter Freistil hinter Olympiasieger Sun Yang, ehe er zwei Tage später vor Sun sowie Paul Biedermann Gold über 200 Meter Freistil holte. Mit der britischen 4-mal-200-Meter-Freistilstaffel wurde er ebenfalls Weltmeister und mit der 4-mal-100-Meter-Lagenstaffel (als Schmetterlingsschwimmer) Vierter. 2016 gewann er bei den Europameisterschaften in London Gold mit der 4-mal-100-Meter-Lagenstaffel und Bronze über 200 Meter Freistil.
Bei den Olympischen Spielen 2016 in Rio de Janeiro wurde Guy Sechster über 400 Meter Freistil und Vierter über 200 Meter Freistil. Die 4-mal-200-Meter-Freistilstaffel mit Stephen Milne, Duncan Scott, Daniel Wallace und James Guy schlug zweieinhalb Sekunden nach dem Quartett aus den Vereinigten Staaten an und 0,37 Sekunden vor den Japanern. Für seinen Einsatz im Vorlauf erhielt auch Robert Renwick eine Silbermedaille. In der 4-mal-100-Meter-Lagenstaffel schwammen im Vorlauf Christopher Walker-Hebborn, Adam Peaty, James Guy und Duncan Scott die schnellste Zeit. Im Finale waren die vier Briten noch einmal eine Sekunde schneller und gewannen Silber hinter der US-Staffel.

### Die Jahre von 2017 bis 2019 mit zwei Weltmeistertiteln
2017 bei den Weltmeisterschaften in Budapest wurde James Guy Sechster über 400 Meter Freistil und Fünfter über 200 Meter Freistil. In der 4-mal-200-Meter-Freistilstaffel siegten Stephen Milne, Nicholas Grainger, Duncan Scott und James Guy mit fast einer Sekunde Vorsprung vor dem russischen Quartett. Im Vorlauf war Calum Jarvis dabei. Über 100 Meter Schmetterling gewann Caeleb Dressel aus den Vereinigten Staaten vor dem Ungarn Kristóf Milák, 0,21 Sekunden nach dem Ungarn schlugen Joseph Schooling aus Singapur und James Guy zeitgleich an und erhielten beide eine Bronzemedaille. In der 4-mal-100-Meter-Lagenstaffel schwammen im Vorlauf Christopher Walker-Hebborn, Ross Murdoch, James Guy und Duncan Scott die viertschnellste Zeit. Im Endlauf waren Walker-Hebborn, Adam Peaty, Guy und Scott fast dreieinhalb Sekunden schneller und gewannen Silber hinter der US-Staffel.
Die Commonwealth Games 2018 fanden im April in Australien statt. Zum Auftakt wurde Guy über 400 Meter Freistil Dritter hinter den beiden Australiern Mack Horton und Jack McLoughlin. Über 100 Meter Schmetterling wurde Guy Zweiter hinter dem Südafrikaner Chad Le Clos. In allen drei Männer-Staffeln siegten die Australier vor den Engländern, James Guy erschwamm hier drei Silbermedaillen. Im August fanden die Europameisterschaften in Glasgow statt. In seinen Einzelstarts wurde James Guy Vierter über 200 Meter Freistil mit fünf Hundertstelsekunden Rückstand auf den Drittplatzierten. Über 100 Meter Schmetterling wurde er Dritter hinter dem Italiener Piero Codia und dem Franzosen Mehdy Metella. In der 4-mal-200-Meter-Freistilstaffel siegten Calum Jarvis, Duncan Scott, Tom Dean und James Guy mit über einer Sekunde Vorsprung vor den Russen, Cameron Kurle und Stephen Milne waren im Vorlauf dabei. In der 4-mal-100-Meter-Lagenstaffel siegten Nicholas Pyle, Adam Peaty, James Guy und Duncan Scott mit über anderthalb Sekunden Vorsprung vor dem russischen Quartett, hier waren im Vorlauf Brodie Williams, James Wilby und Jacob Peters im Einsatz gewesen. Eine weitere Goldmedaille erschwammen Georgia Davies, Adam Peaty, James Guy und Freya Anderson in der 4-mal-100-Meter-Mixed-Lagenstaffel. Nicholas Pyle und Charlotte Bridey Atkinson erhielten Gold für ihre Vorlaufteilnahme.
Im Juli 2019 bei den Weltmeisterschaften in Gwangju wurde James Guy mit den beiden Freistilstaffeln jeweils Fünfter. Über 100 Meter Schmetterling schlug er als Siebter an. Die 4-mal-100-Meter-Lagenstaffel mit Luke Greenbank, James Wilby, James Guy und Duncan Scott schwamm die viertbeste Vorlaufzeit. Im Endlauf waren Greenbank, Adam Peaty, Guy und Scott über vier Sekunden schneller und gewannen mit neuem Europarekord von 3:28,10 Minuten mit 0,35 Sekunden Vorsprung vor dem Quartett aus den Vereinigten Staaten. Die Mixed-Lagenstaffel mit Georgia Davies, Adam Peaty, James Guy und Freya Anderson gewann Bronze, James Wilby war im Vorlauf dabei. Ende 2019 fanden die Kurzbahneuropameisterschaften in Glasgow statt. James Guy schied über 100 Meter Schmetterling im Vorlauf aus. Mit der 4-mal-50-Meter-Freistilstaffel wurde Guy Vierter. Ebenfalls Vierter wurde er über 200 Meter Freistil. Nur über 200 Meter Schmetterling schlug Guy als Dritter an, 0,02 Sekunden vor dem Viertplatzierten.

### 2021 mit den ersten zwei Olympiasiegen
Wegen der COVID-19-Pandemie wurden die meisten für 2020 geplanten Meisterschaften auf 2021 verschoben. Im Mai 2021 wurden die Europameisterschaften in Budapest nachgeholt. Zum Auftakt gewannen Tom Dean, Matthew Richards, James Guy und Duncan Scott Silber in der 4-mal-100-Meter-Freistilstaffel, im Vorlauf waren Joe Litchfield und Jacob Whittle dabei. Dean, Richards, Guy und Scott wurden auch Zweite in der 4-mal-200-Meter-Freistilstaffel, hier schwammen Max Litchfield und Calum Jarvis im Vorlauf. Über 100 Meter Schmetterling belegte Guy den dritten Platz hinter Kristóf Milák und dem Bulgaren Jossif Miladinow. In der 4-mal-100-Meter-Lagenstaffel schwammen im Vorlauf Joe Litchfield, James Wilby, Duncan Scott und Tom Dean die schnellste Zeit. Im Finale siegten Luke Greenbank, Adam Peaty, James Guy und Duncan Scott. Die 4-mal-200-Meter-Mixed-Freistilstaffel mit Calum Jarvis, Joe Litchfield, Lucy Hope und Abbie Wood war Vorlaufschnellste, im Endlauf siegten Tom Dean, James Guy, Abbie Wood und Freya Anderson. Im Vorlauf der 4-mal-100-Meter-Mixed-Freistilstaffel waren Matthew Ricards, Jacob Whittle, Evelyn Davis und Lucy Hope angetreten. Im Endlauf siegten Duncan Scott, Tom Dean, Anna Hopkin und Freya Anderson.

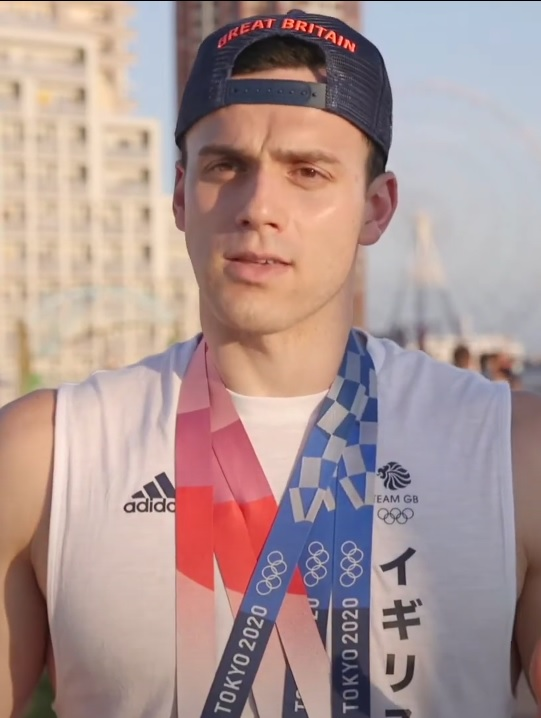
James Guy nach den Olympischen Spielen in Tokio am 10. August 2021

Zwei Monate nach den Europameisterschaften begannen die ebenfalls aus dem Jahr 2020 verschobenen Olympischen Spiele in Tokio. Die britische 4-mal-100-Meter-Freistilstaffel mit Matthew Richards, James Guy, Joe Litchfield und Jacob Whittle schwamm im Vorlauf noch nicht in Bestbesetzung und verpasste den Finaleinzug um 0,04 Sekunden gegenüber den Russen. Zwei Tage danach erreichten Matthew Richards, James Guy, Calum Jarvis und Tom Dean mit der schnellsten Vorlaufzeit das Finale der 4-mal-200-Meter Freistilstaffeln. Im Endlauf schwammen Tom Dean, James Guy, Matthew Richards und Duncan Scott fast fünf Sekunden schneller als die Vorlaufbestzeit und siegten mit neuem Europarekord von 6:58,58 Minuten. Sie hatten dabei über drei Sekunden Vorsprung vor den Russen und den Australiern, zwischen denen nur 0,03 Sekunden lagen. Die 4-mal-100-Meter-Lagenstaffel trat im Vorlauf mit Luke Greenbank, James Wilby, James Guy und Duncan Scott an und erreichte die zweitschnellste Vorlaufzeit. Im Endlauf siegte die US-Staffel vor Greenbank, Adam Peaty, Guy und Scott, die ihren Europarekord aus 2019 auf 3:27,51 Minuten verbesserten. In der erstmals bei Olympischen Spielen ausgetragenen 4-mal-100-Meter-Mixed-Lagenstaffel waren Kathleen Dawson, Adam Peaty, James Guy und Freya Anderson die deutlich schnellste Vorlaufstaffel. Im Finale waren Dawson, Peaty, Guy und Anna Hopkin noch einmal eine Sekunde schneller und siegten mit neuem Weltrekord von 3:37,58 Minuten vor den Staffeln aus der Volksrepublik China und aus Australien.

### Die Jahre bis zur dritten olympischen Goldmedaille 2024
Im Juni 2022 bei den Weltmeisterschaften in Rom wurde Guy Achter über 200 Meter Schmetterling. In der 4-mal-200-Meter-Freistilstaffel wurden James Guy, Jacob Whittle, Joe Litchfield und Tom Dean Dritte, Matthew Richards erhielt eine Bronzemedaille für seinen Vorlaufeinsatz. Ebenfalls Bronze gewann die 4-mal-100-Meter-Lagenstaffel mit Luke Greenbank, James Wilby, James Guy und Tom Dean, hier waren im Vorlauf Jacob Peters und Lewis Burras dabei. Die Mixed-Lagenstaffel mit Medi Harris, James Wilby, James Guy und Freya Anderson verfehlte als Vierte die Medaillenränge um 0,11 Sekunden.
Von Ende Juli bis Anfang August fanden in Birmingham die Commonwealth Games 2022 statt. Über 200 Meter Schmetterling wurde James Guy Dritter hinter dem Neuseeländer Lewis Clareburt und dem Südafrikaner Chad Le Clos. Über 100 Meter Schmetterling gewann der Kanadier Joshua Liendo mit 0,16 Sekunden Vorsprung vor den zeitgleichen Matthew Temple aus Australien und James Guy. In den Staffelwettbewerben siegte die englische Lagenstaffel mit Brodie Williams, James Wilby, James Guy und Tom Dean. Beide Freistilstaffeln gewannen Silber hinter den Australiern. Die Mixed-Lagenstaffel mit Lauren Cox, Wilby, Guy und Freya Anderson erschwamm die Bronzemedaille hinter Australien und Kanada.
Im Juli 2023 bei den Weltmeisterschaften in Fukuoka erschwamm die 4-mal-200-Meter-Freistilstaffel mit Scott, Richards, Guy und Dean Gold mit fast einer Sekunde Vorsprung vor dem US-Team. In der Lagenstaffel, die den fünften Platz belegte, wurde James Guy nur im Vorlauf eingesetzt. Ende 2023 bei den Kurzbahneuropameisterschaften in Otopeni wurde Guy Sechster über 100 Meter Schmetterling. Über 200 Meter Schmetterling erkämpfte er die Silbermedaille hinter Matthew Richards.
2024 ließ James Guy die Weltmeisterschaften in Doha aus. Fünf Monate später bei den Olympischen Spielen in Paris erreichte die 4-mal-200-Meter-Freistilstaffel in der Besetzung James Guy, Jack McMillan, Kieran Bird und Tom Dean das Finale mit der schnellsten Vorlaufzeit. Im Endlauf waren James Guy, Tom Dean, Matthew Richards und Duncan Scott fast sechs Sekunden schneller und siegten mit 1,35 Sekunden Vorsprung vor dem Quartett aus den Vereinigten Staaten. Über 100 Meter Schmetterling schied Guy als 23. der Vorläufe aus.

## Bestzeiten
| Disziplin                 | Langbahn    | Langbahn       | Langbahn | Kurzbahn    | Kurzbahn         | Kurzbahn |
| ------------------------- | ----------- | -------------- | -------- | ----------- | ---------------- | -------- |
| 200 m Freistil            | 1:45,04 min | 30. Juli 2024  | Paris    | 1:41,12 min | 9. Dezember 2023 | Otopeni  |
| 400 m Freistil            | 3:43,75 min | 2. August 2015 | Kasan    | 3:36,35 min | 5. Dezember 2014 | Doha     |
| 100 m Schmetterling       | 50,67 s     | 28. Juli 2017  | Budapest | 50,29 s     | 5. Dezember 2023 | Otopeni  |
| 200 m Schmetterling       | 1:54,91 min | 20. Juni 2022  | Budapest | 1:51,73 min | 8. Dezember 2019 | Glasgow  |
| (Stand: 19. Oktober 2024) |             |                |          |             |                  |          |